# 孔訚
孔訚（4世紀—？），会稽山阴人，孔子二十六代孙，孔愉之子，孔汪、孔安国之兄。
孔愉死后，孔訚承袭为餘不亭侯，官至东晋建安太守、散骑常侍。有子孔晋、孔季恭。

## 子孙
- 子：孔晋，《世家谱》作其官至尚书令
  - 孙：孔幼，官至刘宋尚书左丞
- 子：孔靖，字季恭 
  - 孙：孔山士
  - 孙：孔灵符
    - 曾孙：孔谌之，父亲被害时，与弟在建康同被赐死
    - 曾孙：孔淵之，官至尚书比部郎

  - 孙：孔灵运
    - 曾孙：孔琇之
      - 玄孙：孔臶

  - 孙：孔道穰，官至尚书驾部郎。